# Коттедж-Сіті (Меріленд)
Коттедж-Сіті (англ. Cottage City) — місто (англ. town) в США, в окрузі Графство принца Георга штату Меріленд. Населення — 1335 осіб (2020).

## Географія
Коттедж-Сіті розташований за координатами 38°56′17″ пн. ш. 76°57′0″ зх. д. / 38.93806° пн. ш. 76.95000° зх. д. (38.938045, -76.949877).  За даними Бюро перепису населення США в 2010 році місто мало площу 0,64 км², уся площа — суходіл. В 2017 році площа становила 0,74 км², з яких 0,71 км² — суходіл та 0,03 км² — водойми.

## Демографія
Згідно з переписом 2010 року, у місті мешкало 1305 осіб у 467 домогосподарствах у складі 263 родин. Густота населення становила 2025 осіб/км².  Було 500 помешкань (776/км²).
Расовий склад населення:
| - 46,6 % — чорних або афроамериканців - 20,7 % — білих - 6,9 % — азіатів - 1,7 % — корінних американців - 19,2 % — осіб інших рас |

До двох чи більше рас належало 4,9 %. Частка іспаномовних становила 34,4 % від усіх жителів.
За віковим діапазоном населення розподілялося таким чином: 22,5 % — особи молодші 18 років, 67,1 % — особи у віці 18—64 років, 10,4 % — особи у віці 65 років та старші. Медіана віку мешканця становила 38,7 року. На 100 осіб жіночої статі у місті припадало 92,5 чоловіків;  на 100 жінок у віці від 18 років та старших — 90,2 чоловіків також старших 18 років.
Середній дохід на одне домашнє господарство  становив 62 673 долари США (медіана — 48 750), а середній дохід на одну сім'ю — 84 018 доларів (медіана — 66 797). Медіана доходів становила 41 563 долари для чоловіків та 43 906 доларів для жінок. За межею бідності перебувало 10,0 % осіб, у тому числі 3,3 % дітей у віці до 18 років та 17,7 % осіб у віці 65 років та старших.
Цивільне працевлаштоване населення становило 550 осіб. Основні галузі зайнятості: науковці, спеціалісти, менеджери — 20,0 %, освіта, охорона здоров'я та соціальна допомога — 12,5 %, будівництво — 11,5 %.